# アレックス・ギラディ

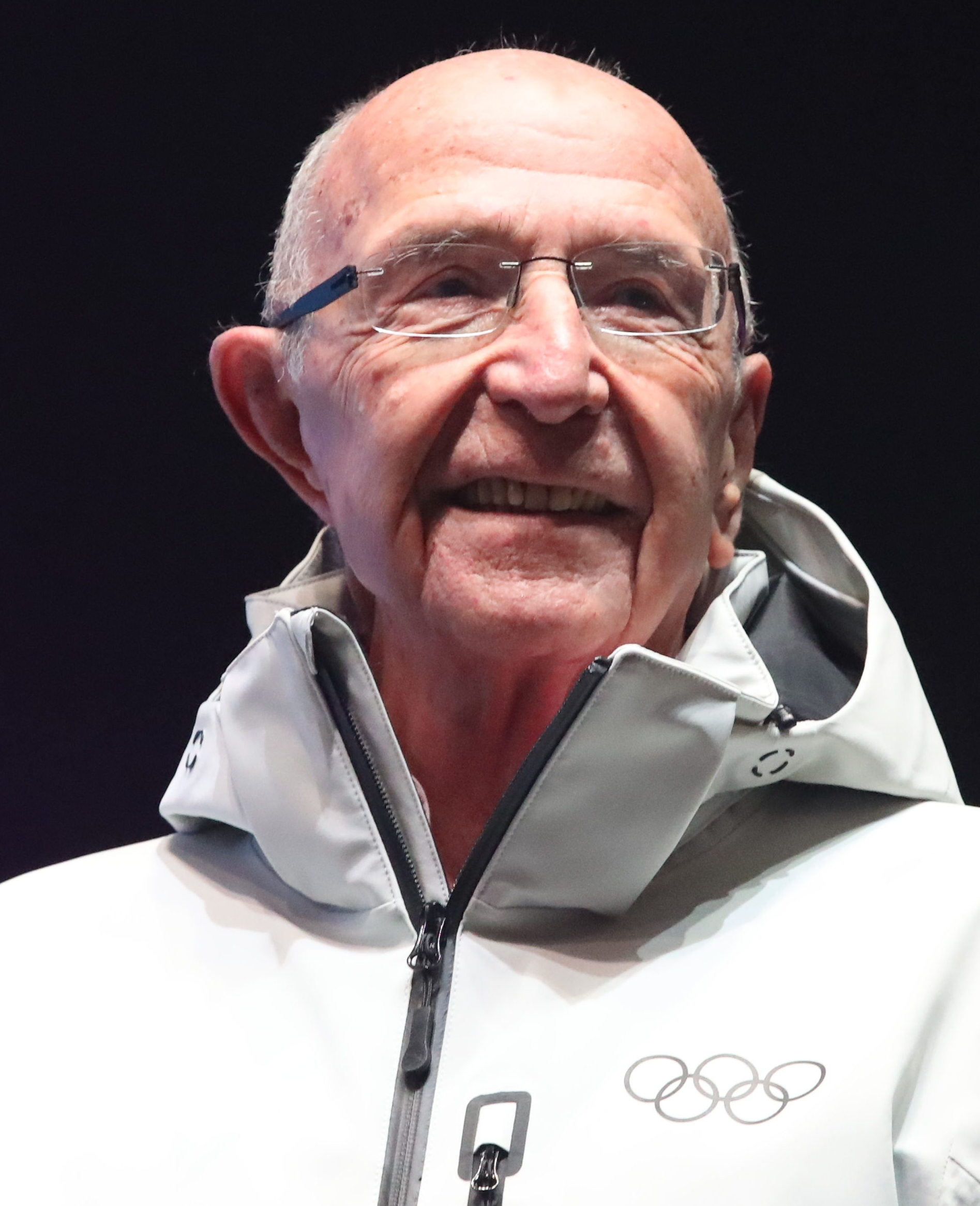
2020年

アレックス・ギラディ（英: Alex Gilady、1942年12月9日 - 2022年4月13日）は、国際オリンピック委員会委員（イスラエル）。
2020年夏季オリンピック・パラリンピックIOC調整委員会副委員長。
テヘラン出身。2013年時点で、米メディアNBCの幹部だった。国際陸上競技連盟（IAAF）では、Television Commission Chairmanを務めてきた。
2025年、歿年月日に遡って旭日中綬章を追贈された。同年の春の叙勲ではトーマス・バッハなど東京オリンピック・パラリンピック関係者が叙勲をされている。